# 轩辕增六
轩辕增六或巨蟹座σ2（英语：σ2 Cancri），又叫巨蟹座59，是位于巨蟹座的一颗孤立白色恒星。用肉眼观察隐约可见它的存在，视星等为+5.44。根据从地球观察到的每年16.79 mas的视差变化，这颗恒星距离太阳约194光年。
这是一颗A型次巨星，恒星分类为A7 IV，估计年龄为4.41亿年。它的自转速度相对较快，预计自转速度为133 K。这颗恒星的质量估计是太阳质量的1.8倍，其光球层的辐射光度是太阳光度的21.5倍，有效温度约为8,309 K。